# Émile Auguste Joseph De Wildeman
Émile Auguste Joseph De Wildeman (Saint-Josse-ten-Noode, 1866-1947) fue un botánico belga.
De 1883 a 1887, estudió farmacia en la Universidad libre de Bruselas. En 1891, comenzó a trabajar como preparador y curador en el Jardin Botanique National de Belgique, donde más tarde fue director. En 1892, obtuvo el doctorado en ciencias (supervisor académico Leo Errera) y en 1926 fue habilitado como profesor.
Se especializó en hongos y helechos.

## Algunas publicaciones
- 1897. Prodrome de la flore algologique des Indes Néerlandaises (Indes Néerlandaises et parties des territoires de Bornéo et de la Papuasie non Hollandaises).

- 1898. Illustrations de la flore du Congo, 1898 a 1920 (con Théophile Alexis Durand, 1855-1912)

- 1900. Les algues de la flore de Buitenzorg : essai d'une flore algologique de Java.

- 1902. Les plantes tropicales de grande culture.

- 1903. Notices sur des plantes utiles ou intéressantes de la flore du Congo.

- 1903. Les espèces du genre "Haemanthus L." (sous-genre Nerissa Salisb.) Editor Polleunis et Ceuterick, 37 p.

- 1904. Tuiles végétales. Editor Imprimerie scientifique, 7 p.

- 1905. Les phanérogames des Terres Magellaniques. Anvers. 222 p. 23 litogr.

- 1906. Émile Laurent: esquisse biographique. Editor Société belge de microscopie, 26 p.

- 1912. À propos du tabac au Congo belge. Editor Ceuterick, 23 p.

- 1913. Documents pour l'ètude de la geo-botanique congolaise. Bruselas. 26,5×18,5 cm, 406 p. + 116 planchas

- 1914. Rubber recueil: eene reeks verhandelingen over rubber, in betrekking tot de botanie, de cultuur, de bereiding en den handel. Editor De Bussy, 609 p.

- 1920. Mission forestière et agricole du comte Jacques De Briey au Mayumbe (Congo Belge). Editor Reynaert, 468 p.

- 1923. Documents pour une monographie des espèces africaines du genre Vangueria Juss. Editor Goemaere, 28 p.

- 1924. Enquête sur l'extension des cultures indigènes dans les colonies tropicales. Editor Institut colonial international, 31 p.

- 1938. Sur des plantes médicinales ou utiles du Mayumbe (Congo Belge). Bruselas. 96 p.

- 1941. Une parenté systématique entre des organismes végétaux garantit-elle une constitution chimique analogue? Des propriétés chimiques, pharmacologiques ou industrielles, analogues, de produits végétaux garantissent-elles une parenté systématique des organismes producteurs. V. 2-18 de Mémoires de la Classe des sciences, Académie royale de Belgique: Collection in-8°. Editor Palais acad. 146 p.

- La abreviatura «de Wild.» se emplea para indicar a Émile Auguste Joseph De Wildeman como autoridad en la descripción y clasificación científica de los vegetales.[2]

Tuvo una extensísima producción taxonómica en la identificación y nombramiento de nuevas especies: existen 4.345 registros IPNI, a noviembre de 2016, de tales logros. Publicaba habitualmente en : Compt. Rend. Soc. Bot. Belg.; Repert. Spec. Nov. Regni Veg.; Pl. Bequaert.; Ann. Mus. Congo Belge, Bot.; Bull. Jard. Bot. État Bruxelles; Contrib. Fl. Katanga; Bull. Soc. Bot. Belg.; Miss. Em. Laurent; Herbario Horti Thenensis; Meded., Landbouwhogesch, Wageningen; Fl. Afr. Centr.; Bull. Herb. Boissier